# 阿伊明
阿伊明（？—），男，维吾尔族，中国伊斯兰教人物，曾任中国伊斯兰教协会第六届理事会副会长、第七届、第八届顾问。